# 卡林卡河
卡林卡河（俄语：Река Калинка）或多兰泊川（日语：／）是萨哈林州霍爾姆斯克區的河流，长15公里，流域面积52.4平方公里，注入鞑靼海峡。

## 引用
1. ↑  М·Г·瓦西科夫斯基. . 列宁格勒: 气象出版社. 1973 （俄语）.
2. ↑  . 国家水登记处.   [2023-11-01]. （原始内容存档于2016-04-09） （俄语）.